# Szergej Vagyimovics Gorlukovics
Szergej Vagyimovics Gorlukovics (oroszul: Серге́й Вадимович Горлукович, fehéroroszul: Сяргей Вадзімавіч Гарлуковіч, átírásban: Szjarhej Vadzimavics Harlukovics; Hrodna, 1961. november 18. –) orosz labdarúgóedző, korábban szovjet és orosz válogatott labdarúgó.

## Pályafutása

### Klubcsapatban
Pályafutását az FK Homel csapatában kezdte, ahol 1981 és 1984 között játszott. Az 1985–86-os szezonban a Dinama Minszk játékosa volt. 1986-ban a Lokomotyiv Moszkva igazolta le. Három évet töltött ott és ezalatt 114 mérkőzésen 11 alkalommal volt eredményes. 1989-ben Németországba a Borussia Dortmundhoz szerződött. 1992 és 1995 között a KFC Uerdingen csapatát erősítette. Ezt követően visszatért Oroszországba a Szpartak Vlagyikavkaz csapatához és bajnoki címet szerzett 1995-ben. 1996 és 1998 között a Szpartak Moszkva játékosa volt, mellyel háromszor nyerte meg az orosz bajnokságot. A későbbiekben játszott még a Torpedo-ZIL Moszkva, a Cskalovec Novoszibirszk, a Lokomotyiv Nyizsnyij Novgorod és az örmény Mika Jerevan csapataiban is.

### A válogatottban
1988 és 1991 között 21 alkalommal szerepelt a szovjet válogatottban és 1 gólt szerzett. Tagja volt az 1988. évi nyári olimpiai játékokon aranyérmet nyerő válogatottnak. Részt vett az 1990-es világbajnokságon. 1993 és 1996 között 17 alkalommal játszott az orosz válogatottban. Részt vett az 1994-es világbajnokságon és az 1996-os Európa-bajnokságon.

## Sikerei, díjai

### Játékosként
Alanyija Vlagyikavkaz
- Orosz bajnok (1): 1995

Szpartak Moszkva
- Orosz bajnok (3): 1996, 1997, 1998
- Orosz kupa (1): 1997–98

Szovjetunió
- Olimpiai bajnok (1): 1988

## Külső hivatkozások
- Szergej Vagyimovics Gorlukovics – a FIFA adatbázisában
- Szergej Gorlukovics adatlapja a National-Football-Teams.com oldalon (angolul)

- Szergej Gorlukovics. FootballDatabase.eu
- Szergej Gorlukovics (orosz nyelven). rusteam.permian.ru
- Szergej Vagyimovics Gorlukovics profilja az Olympedia oldalán (angolul)